# Ricky Ford

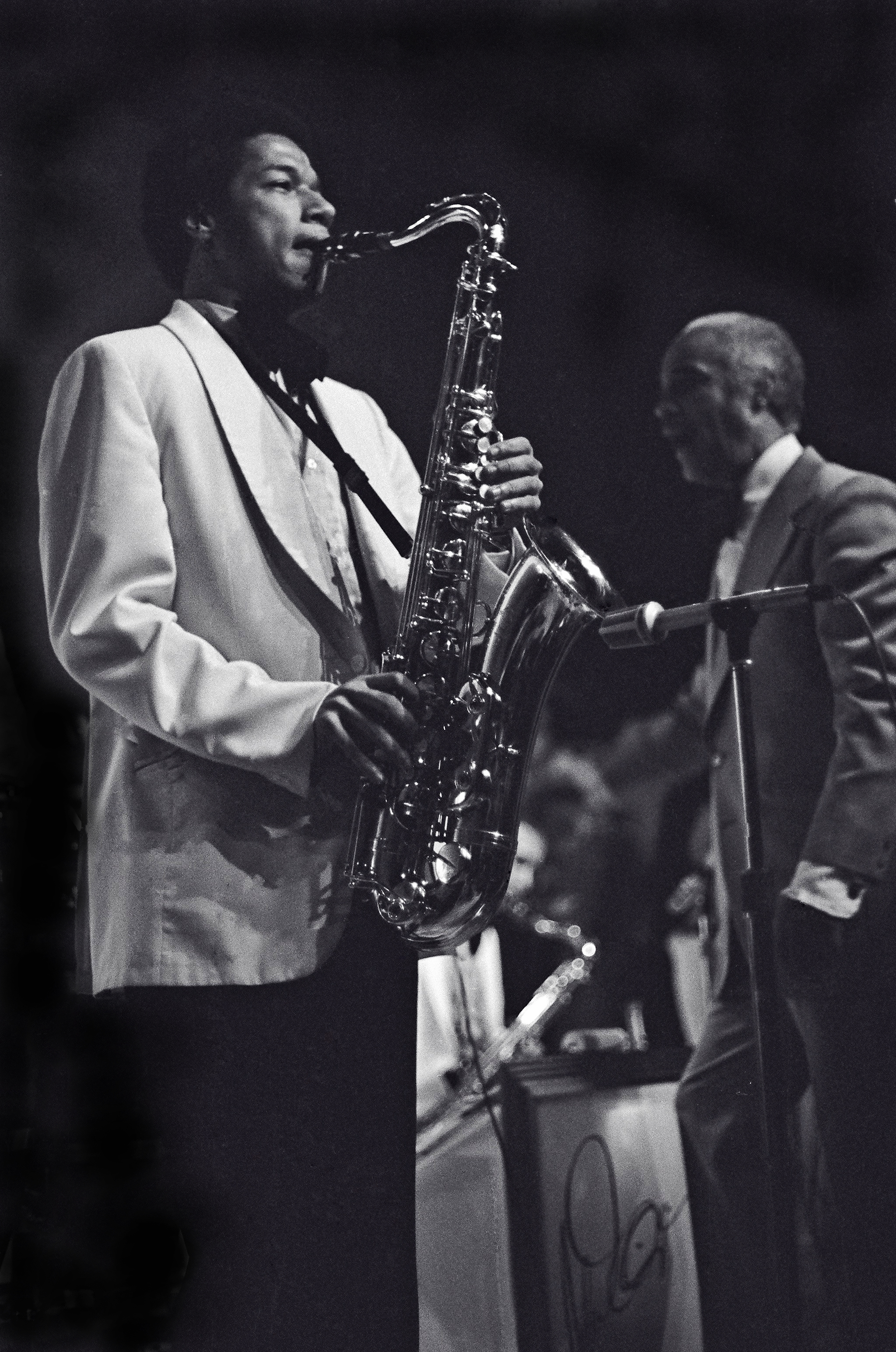
Ricky Ford en Mercer Ellington, in 1975

Richard Allen Ford (Boston/Massachusetts, 4 maart 1954) is een Amerikaanse jazzsaxofonist (tenorsaxofoon). Hij speelt hardbop en postbop.
Ford studeerde aan New England Conservatory of Music. In 1974 nam hij daar met het New England Conservatory Ragtime Ensemble onder leiding van Gunther Schuller werken van Scott Joplin op. Hij toerde tot 1976 met het Duke Ellington Orchestra (met als leider Mercer Ellington). Daarna werkte hij met Charles Mingus (Cumbia & Jazz Fusion), was hij van 1978 tot 1981 lid van het kwintet van Dannie Richmond en speelde hij in 1982 in Mingus Dynasty. Hij trad op met Lionel Hampton, Amina Claudine Myers en Abdullah Ibrahim.
Hij maakte een reeks albums als bandleider (voor de labels New World records, Muse en Candid) en speelde mee op platen van onder meer Yusef Lateef, Sonny Stitt, McCoy Tyner (diens bigband), Freddie Hubbard en Steve Lacy. Eind jaren tachtig was hij Artist-in-Residence aan Brandeis University. In de jaren 2001-2006 gaf hij les aan Istanbul Bilgi Üniversitesi. In 2009 richtte de saxofonist, inmiddels woonachtig in Parijs, in Frankrijk het Toucy Jazz Festival in Yonne op.

## Discografie (selectie)
- Loxodonta Africana met Oliver Beener, Charles Sullivan, Bob Neloms, Richard Davis, Dannie Richmond – 1977
- Manhattan Plaza met Oliver Beener, Jaki Byard, David Friesen, Dannie Richmond – 1978
- Flying Colors met John Hicks, Walter Booker, Jimmy Cobb – 1980
- Tenor of the Times met Albert Dailey, Rufus Reid, Jimmy Cobb – 1981
- Interpretations met John Hicks, Walter Booker, Jimmy Cobb – 1982
- Future’s Gold met Albert Dailey, Larry Coryell, Ray Drummond, Jimmy Cobb – 1983
- Shorter Ideas met Jimmy Knepper, James Spaulding, Kirk Lightsey, Rufus Reid, Jimmy Cobb – 1984
- Saxotic Stomp met James Spaulding, Ricky Ford, Charles Davis, Kirk Lightsey, Ray Drummond, Jimmy Cobb – 1987
- Hard Groovin’ met Roy Hargrove, Geoff Keezer, Robert Hurst, Jeff Watts – 1989
- Manhattan Blues met Jaki Byard, Milt Hinton, Ben Riley – 1989
- Hot Brass met Lew Soloff, Claudio Roditi, Steve Turré, Danilo Pérez, Christian McBride, Carl Allen – 1991
- American African Blues met Jaki Byard, Milt Hinton, Ben Riley – 1991
- Tenor Madness Too met Antoine Roney, Donald Brown, Peter Washington, Louis Hayes – 1992
- Tenors of Yusef Lateef & Ricky Ford met Yusef Lateef, Avery Sharpe, Kamal Sabir – 1994
- Balaena met George Cables, Cecil McBee, Ed Thigpen – 1999
- Reeds and Keys met Kirk Lightsey, 2003